# Remekírók Képes Könyvtára
A Remekírók Képes Könyvtára egy 20. század eleji magyar szépirodalmi könyvsorozat volt.

## Jellemzői
A sorozatot a neves műfordító-költő, Radó Antal szerkesztette. Kötetei a Lampel Róbert (Wodianer Fülöp és Fiai) Császári és Királyi Könyvkereskedése kiadásában jelentek meg Budapesten 1901 és 1908 között. A sorozat értékét az adta más, hasonló sorozatokkal szemben, hogy a szerkesztő magyar és külföldi szerzők műveit egyaránt beválogatta a kötetek közé.
Gulyás Pál bibliográfus Népkönyvtári címjegyzék című művében (1910) rámutatott arra, hogy a sorozat a magyar és világirodalmi szerzők műveiből ad válogatást, de több jeles magyar író műve a még (1910) lekötött kiadási jogok miatt hiányzik a kötetek közül. A fordításokat jól sikerülteknek tartotta, és kitért a kötetek elején lévő bevezető tanulmányokra, amelyek jóval terjedelmesebbek, mint a részben hasonló témakörű Franklin Társulat-féle Magyar Remekírók sorozaté, ugyanakkor a nyomdai kiállítást kevésbé tartottja szépnek a másik sorozathoz képest. Beszerzését az olyan könyvtárnak ajánlotta, amelyek nem rendelkeznek a Magyar Remekírókkal, vagy akkora a forgalmuk, hogy a két sorozat párhuzamos megléte indokolt lehet.
A sorozat értéke a szerzők fekete-fehér arcképe a kötetek elején, illetve az ugyancsak fekete-fehér egész oldalas rajzok a főszövegben.

## Kötésfajták
- a sorozat rendszerint a díszes, sötétkék alapon lila-zöld növény motívumokat, aranyozott szerzőt, címet, sorozatjelzést, a szerző aranyozott keretbe foglalt domborművét tartalmazó vászonkötésben ismert[3]
- jóval ritkább az aranyozott feliratú egyszerű barna vászonkötés[4]

## Részei
A sorozat a következő köteteket tartalmazta:
- Bajza József munkái. Sajtó alá rendezte Négyesy László. (XXXI. 307 l.)
- Berzsenyi Dániel munkái. Sajtó alá rendezte Bánóczi József. Bevezetéssel ellátta Váczi János. Magyar művészek rajzaival. (III, 344 l.)
- Byron: Don Juan. Fordította Ábrányi Emil. I–II. rész. (XVI, 337 és VIII. 362 l.)
- Csokonai Vitéz Mihály: Válogatott munkái. Kiadta, bevezetéssel és jegyzetekkel ellátta Bánóczi József. (XVIII, 376 l. és számos képpel.)
- Deák Ferenc: Válogatott munkái. Kiadta, bevezetéssel és jegyzetekkel ellátta Ferenczi Zoltán. (362 l.)
- Firduszi: A Sahnáméból. Feridun és fiai. Szijavus. Zál és Rhudábé. Fordította és bevezetéssel ellátta Radó Antal. (388 l.)
- Garay János: Válogatott költeményei. Kiadta és bevezetéssel ellátta Angyal Dávid. Garay Ákos rajzaival. (XXI, 328 l.)
- Goethe költeményei. Fordította Dóczi Lajos. (VII, 324 l.)
- Goethe drámai műveiből. Faust. Fordította Dóczi Lajos. Iphigenia Taurisban. Fordította Csengeri János. XXXI, 328 l.)
- Heine: Dalok könyve. Fordította és bevezetéssel ellátta Endrődi Sándor. Thumann Pál rajzaival. (XXXIII. 327 l.)
- Homeros Iliasa. Az eredeti versmértékben fordította Kemenes (Kempf) József. Képekkel. (XV. 452 l.)
- Homeros Odysseiája. Az eredeti versmértékben ford. Kemenes (Kempf) József. (366 l.)
- Katona József válogatott munkái. Szerkesztette és bevezetéssel ellátta Bayer József. (XXVI. 268 l)
- Kazinczy Ferenc válogatott munkái. Bevezetéssel ellátta Balassa József. Magyar művészek rajzaival. (XIX. 495 l.)
- Kisfaludy Károly válogatott munkái. I–II. kötet. Bevezetéssel ellátta Bánóczi József. Magyar művészek rajzaival. (III. 344, 407 l.)
- Kisfaludy Sándor összes költeményei. Magyar művészek rajzaival. Életrajzi bevezetéssel ellátta Zilahi Kiss Béla. I., II. kötet. (XXXI, 444, 526 l.)
- Kölcsey Ferenc válogatott munkái. Bevezetéssel ellátta Jancsó Benedek. Magyar művészek rajzaival. (XXIV. 327 l.)
- Kossuth Lajos válogatott munkái. Összeállította és bevezetéssel ellátta Kossuth Ferenc. Számos képpel. (VII, 414 l.)
- Leopardi Giacomo összes lyrai versei. Alfréd de Musset válogatott költeményei. Mindkét költőt fordította Radó Antal. (XXXIX, 334 l. és számos képpel.)
- Madách Imre válogatott munkái. Bevezetéssel ellátta Palágyi Menyhért, Zichy Mihály rajzaival. (332 l.)
- Mikes Kelemen törökországi levelei. Kiadta, bevezetéssel és jegyzetekkel ellátta Császár Elemér dr. (311 l.)
- Molière remekei.
  - I. kötet. A fösvény. Dandin György. A botcsinálta doktor. A kényeskedők. Magyar és külföldi művészek rajzaival. Bevezetéssel ellátta Haraszti Gyula. (XXXVII. 312 l.)
  - II. kötet. A tudós nők. Kénytelen házasság. A mizantróp. Tartuffe. Bevezetéssel ellátta Haraszti Gyula. (361 l.)
- A magyar népköltés remekei. Szerkesztette s a bevezetést írta Vikár Béla.
  - I. kötet. Szerelmi dalok. (XXXVIII. 287 l.)
  - II. kötet. Balladák, románcok stb. (319 l.)
- A Nibelung-ének és a Frithiof-monda.
  - I. A Nibelung-ének. Fordította Szász Károly.
  - II. A Frithiof-monda. Ford. Győry Vilmos. (299, 343 l.)
- Pázmány Péter válogatott munkái. Szerk. Bellaagh Aladár. (XXX, 301 l.)
- Petőfi Sándor összes költeményei. Magyar művészek rajzaival. Életrajzi bevezetéssel ellátta Ferenczi Zoltán. (XXXI., 497, 527 l.)
- Régi magyar költészet. Kiadta és bevezetéssel ellátta Ferenczi Zoltán.
  - I. köt. Tinódi. Balassi, Gyöngyösi, A kuruc költészet.
  - II. kötet. Faludi. Gvadányi. Virág. (432, 383 l.)
- Reviczky Gyula összes költeményei. Sajtó alá rendezte és bevezetéssel ellátta Koroda Pál. (344 l. és számos képpel.)
- Schiller költeményei. Fordította és bevezetéssel ellátta Dóczi Lajos. Magyar és külföldi művészek rajzaival. (XXVII, 371 l.)
- Shakespeare remekei. John Gilbert rajzaival. I. kötet. Coriolanus. Othello. Romeo és Julia. Bevezetéssel ellátta Alexander Bernát. (XLII. 276 l.)
- Shakespeare remekei. John Gilbert rajzaival. II. kötet. A velencei kalmár. Antonius és Cleopatra. Hamlet. (375 l.)
- Shakespeare remekei. John Gilbert rajzaival. III. kötet. A Szent-István-éji álom. Julius Caesar. Lear király. (325 l.)
- Shakespeare remekei. John Gilbert rajzaival. IV. kötet. János király. Macbeth. III. Richárd. A makrancos hölgy. Bevezetéssel ellátta Alexander Bernát.(444 l.)
- Széchenyi István gróf válogatott munkái. Bevezetéssel ellátta Beöthy Zsolt. I–II. kötet. Számos képpel. (XVI. 371, 412 l.)
- Tóth Ede munkái. Bevezetéssel ellátta Várady Antal. Garay Ákos rajzaival. (XIV. 303 l.)
- Tóth Kálmán válogatott költeményei. Magyar művészek rajzaival. Bevezetéssel ellátta Endrődi Sándor. (XXVII. 465 l.)
- Vergilius Aeneise. Fordította Baróti Szabó Dávid. A szöveget revidiálta Radó Antal. Bevezetéssel és jegyzetekkel ell. Tóth Rezső. (XXIII. 352 l.)
- Vörösmarty Mihály munkái. Bevezetéssel ellátta Gyulai Pál. Magyar művészek képeivel. I–III. kötet. (LXXVI. 311, 408 és 392 l.)
- Zrínyi Miklós gróf válogatott munkái. Bevezetéssel és jegyzetekkel ellátta Négyesy László. (XXXI. 344 l.)

## Képtár

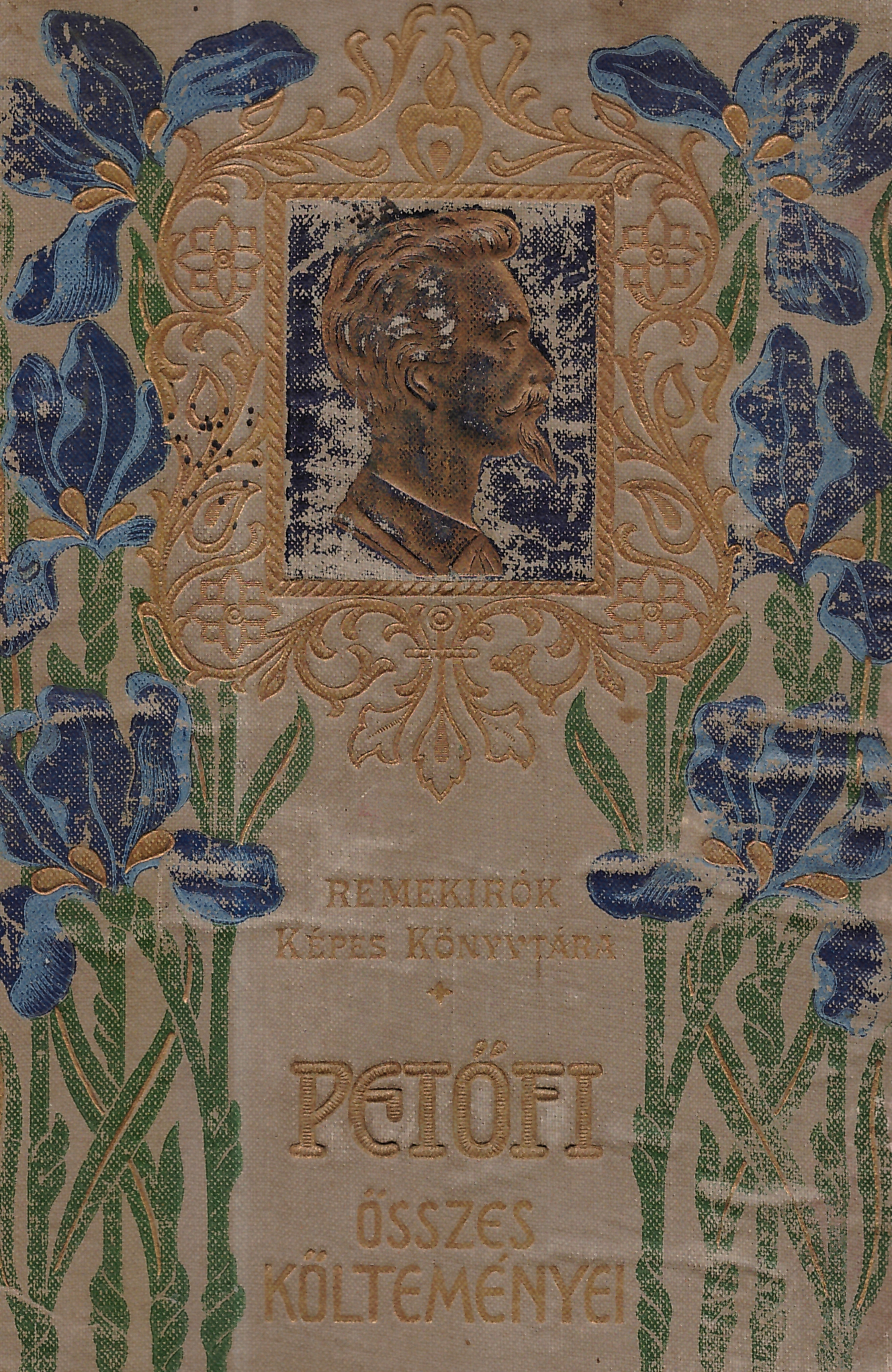
Petőfi Sándor összes költeményei
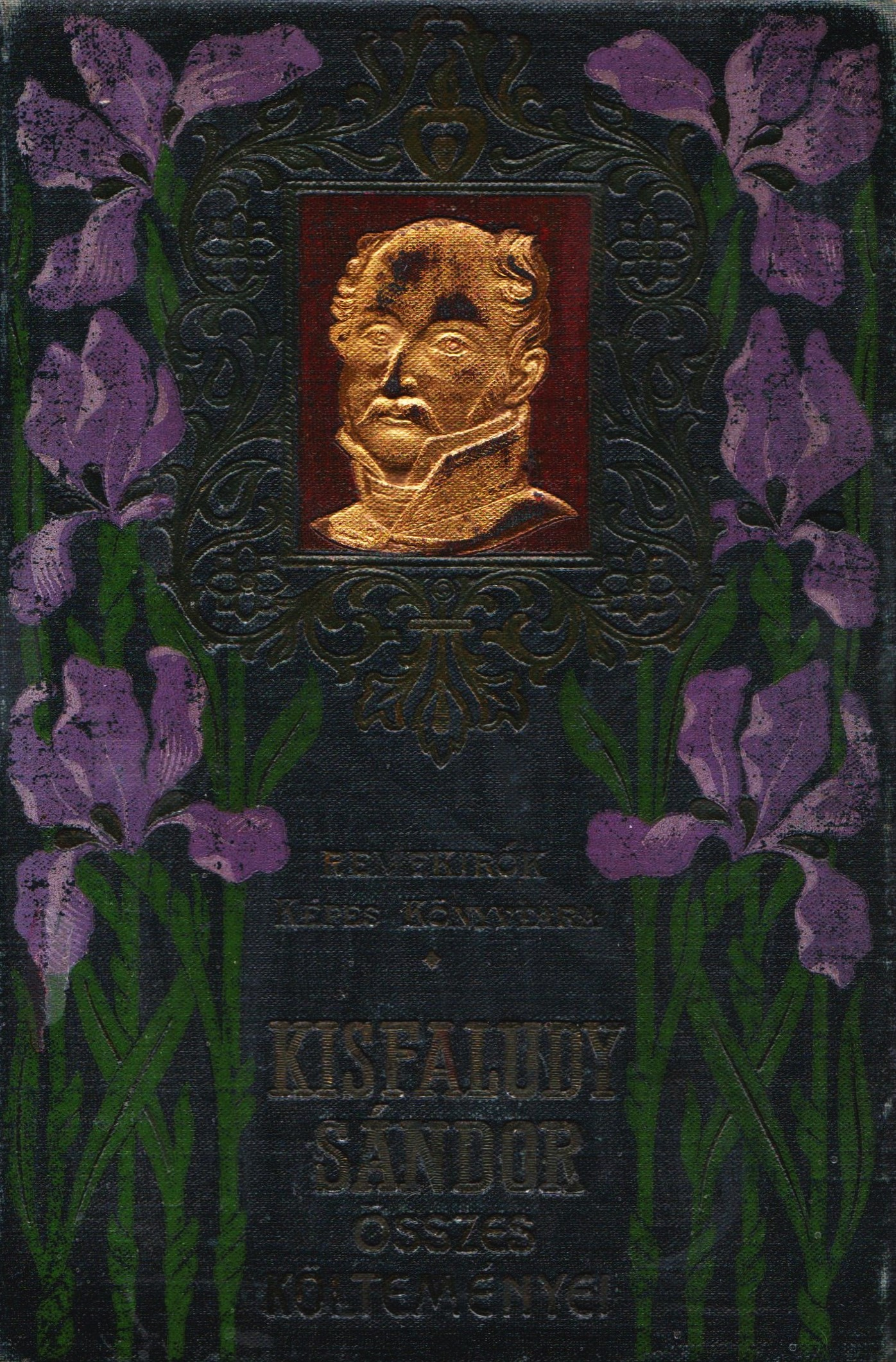
Kisfaludy Sándor összes költeményei
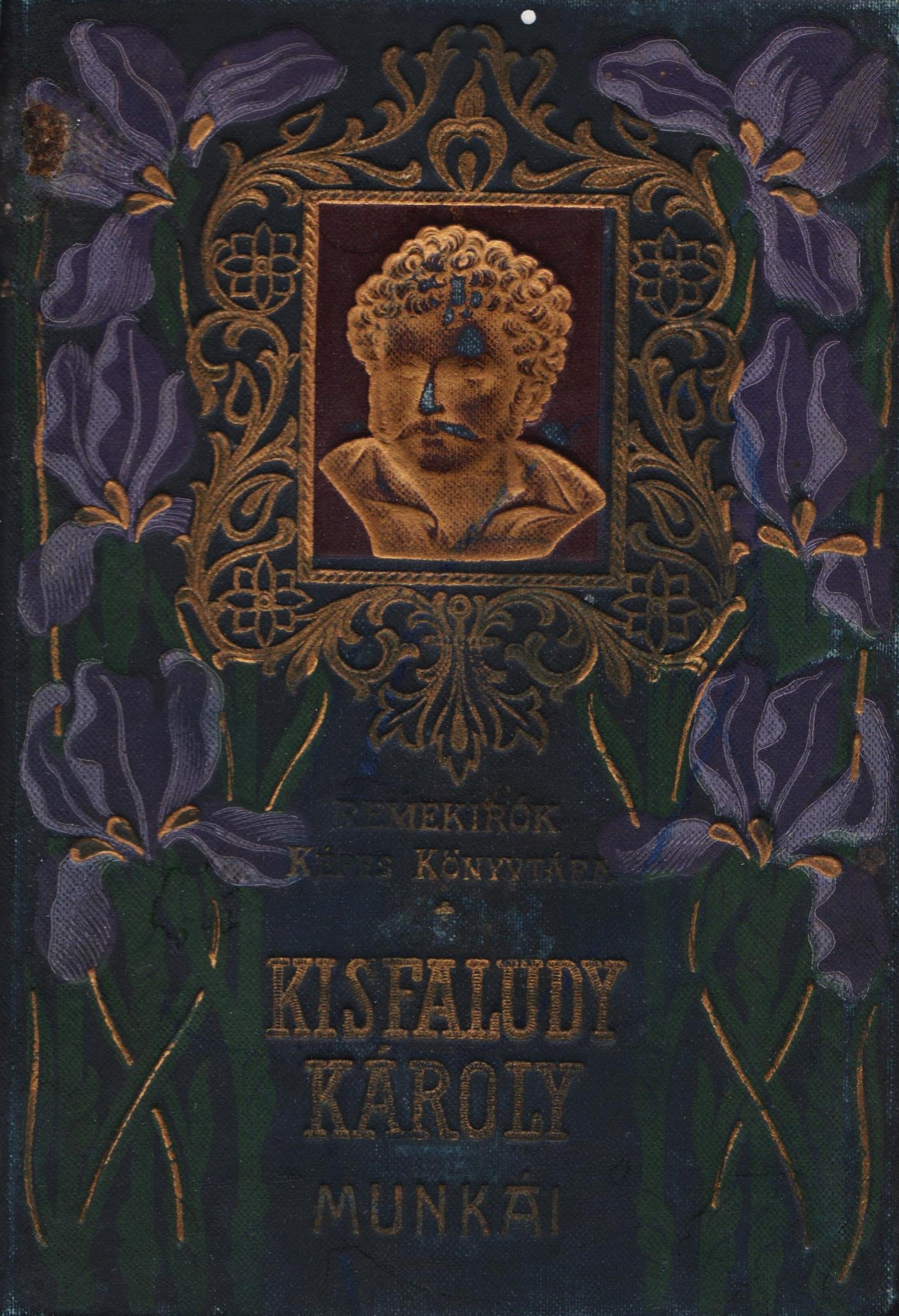
Kisfaludy Károly munkái
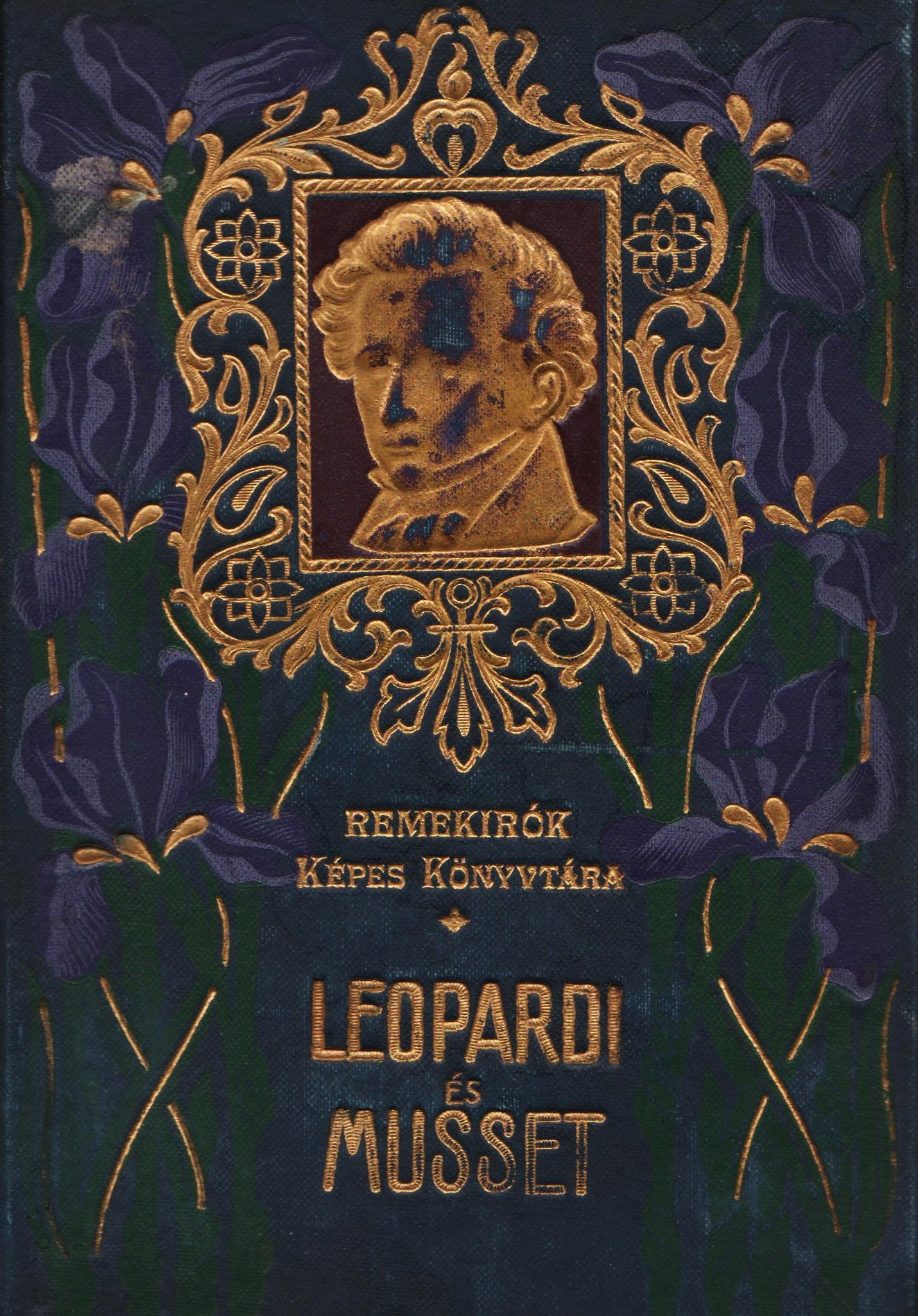
Leopardi és Musset művei
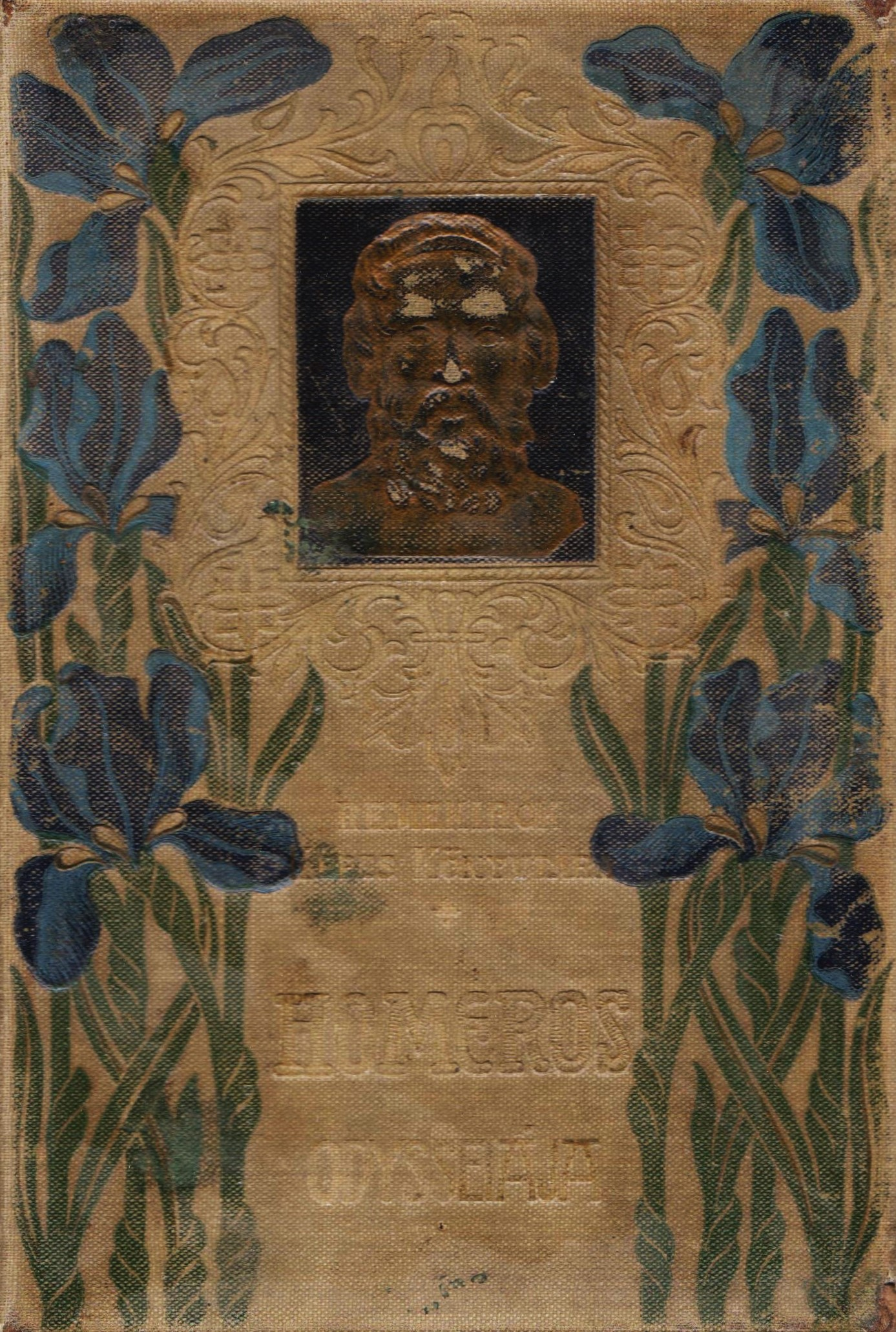
Homeros Odysseiája